# Episodi di Enlightened - La nuova me (prima stagione)
La prima stagione della serie televisiva Enlightened - La nuova me (Enlightened) è stata trasmessa dal 10 ottobre al 12 dicembre 2011 sul canale statunitense HBO.
In Italia, la stagione è stata resa disponibile il 12 maggio 2021 su Sky Box Sets e in streaming su Now e andata in onda su Sky Atlantic dal 12 al 19 maggio 2021.
| nº | Titolo originale        | Titolo italiano            | Prima TV USA     | Pubblicazione Italia |
| -- | ----------------------- | -------------------------- | ---------------- | -------------------- |
| 1  | Pilot                   | Pilota                     | 10 ottobre 2011  | 12 maggio 2021       |
| 2  | Now or Never            | Adesso o mai più           | 17 ottobre 2011  | 12 maggio 2021       |
| 3  | Someone Else's Life     | La vita di qualcun altro   | 24 ottobre 2011  | 12 maggio 2021       |
| 4  | The Weekend             | Il weekend                 | 31 ottobre 2011  | 12 maggio 2021       |
| 5  | Not Good Enough Mothers | Madri non abbastanza brave | 7 novembre 2011  | 12 maggio 2021       |
| 6  | Sandy                   | Sandy                      | 14 novembre 2011 | 12 maggio 2021       |
| 7  | Lonely Ghosts           | Fantasmi solitari          | 21 novembre 2011 | 12 maggio 2021       |
| 8  | Comrades Unite!         | Compagni uniamoci!         | 28 novembre 2011 | 12 maggio 2021       |
| 9  | Consider Helen          | Il punto di Helen          | 5 dicembre 2011  | 12 maggio 2021       |
| 10 | Burn It Down            | Bruciare tutto             | 12 dicembre 2011 | 12 maggio 2021       |